# William Nylander Altelius
William Andrew Michael Junior Nylander Altelius (ur. 1 maja 1996 w Calgary, Alberta, Kanada) – szwedzki hokeista, reprezentant Szwecji.
Hokeistami zostali także jego ojciec Michael (ur. 1972), wujkowie Peter (ur. 1976) i Thommy (ur. 1989) oraz brat Alexander (ur. 1998).

## Kariera klubowa
- Team Maryland (2008-2009)
- Chicago Mission Bantam Major AAA (2010-2011)
- SDE HF J18 (2011-2012)
- Södertälje U16 (2011-2012)
- Södertälje J18 (2011-2012)
- Södertälje J20 (2011-2013)
- Södertälje (2013)
- Modo (2013-2015)
  -  MODO J18 (2013-2014)
  -  MODO J20 (2013-2014)
  -  Rögle (2013)
  -  Södertälje (2013-2014)
- Toronto Marlies (2015-2016)
- Toronto Maple Leafs (2016-)

Urodził się w kanadyjskim mieście Calgary, gdzie jego ojciec Michael Nylander był wówczas zawodnikiem drużyny hokejowej Calgary Flames w północnoamerykańskich rozgrywkach NHL. William Nylander Altelius był wychowankiem amerykańskiego klubu Chicago Mission (również z racji ówczesnej gry ojca w Chicago, w miejscowej drużynie Chicago Blackhawks). Od 2008 do 2011 występował w ligach juniorskich w Stanach Zjednoczonych. Od 2011 występował w szwedzkich rozgrywkach juniorskich, kolejno do lat 16, do lat 18 i do lat 20 grając w ramach klubu Södertälje SK. W 2012 został wybrany w drafcie do amerykańskiej ligi USHL z numerem 85 w rundzie 6 przez klub Chicago Steel. W styczniu 2013 podpisał dwuletni kontrakt z klubem Södertälje SK. W jego barwach w trakcie sezonu 2012/2013 w dniu 12 lutego 2013 w wieku niespełna 17 lat zadebiutował w seniorskich drugoligowych rozgrywkach w Szwecji, Allsvenskan (wystąpił w ataku razem ze swoim wówczas 40-letnim ojcem Michaelem oraz Francuzem Damienem Fleury; w tymże meczu przeciw zespołowi Leksands IF zaliczył asystę). Dwa dni później, 14 lutego strzelił swojego pierwszego gola w lidze Allsvenskan w spotkaniu z Örebro HK. Po zakończeniu sezonu opuścił klub Södertälje wraz z końcem maja 2013.
26 maja 2013 w KHL Junior Draft z 2013 do rozgrywek rosyjskich KHL został wybrany przez klub Awangard Omsk z numerem 60 w rundzie drugiej. W sierpniu 2013 został zawodnikiem MODO i jednocześnie został wypożyczony czasowo do klubu Rögle w lidze Allsvenskan, gdzie rozegrał część sezonu 2013/2014 (18 spotkań), po czym pod koniec grudnia 2014 został wypożyczony do macierzystego Södertälje (także w Allsvenskan), w barwach którego rozegrał dalszą część tego sezonu (17 spotkań). Ponadto w wieku 18 lat w barwach drużyny MODO zadebiutował w najwyższej - seniorskiej - klasie rozgrywkowej w Szwecji, Svenska hockeyligan (SHL) edycji 2013/2014, w meczu przeciw Örebro HK 12 listopada 2013 (w tym meczu zaliczył asystę). Łącznie w sezonie 2013/2014 ligi SHL rozegrał 22 mecze, strzelając jednego gola (1 lutego 2014 w meczu z AIK). Pod koniec tego sezonu występował jeszcze w fazie play-off w juniorskich drużynach tego klubu do lat 18 i do lat 20.
W 2014 został wybrany w drafcie do kanadyjskich juniorskich rozgrywek CHL przez klub Mississauga Steelheads z ligi OHL z numerem 13 w rundzie pierwszej. 28 czerwca 2014 w drafcie NHL z 2014 został wybrany przez kanadyjski klub Toronto Maple Leafs z numerem 8 w rundzie pierwszej, jednocześnie jako drugi Europejczyk w kolejności (wcześniej w rankingu skautów był rozstawiony jako drugi spośród zawodników z lig europejskich). W sierpniu 2014 podpisał z tym klubem trzyletni kontrakt wstępny. W październiku 2014 władze klubu z Toronto zdecydowały, że William Nylander nie będzie na razie występował w elitarnych rozgrywkach NHL, po czym został oddelegowany z klubu i wypożyczony do szwedzkiego MODO w lidze SHL. W jego barwach rozpoczął występy w sezonie Svenska hockeyligan (2014/2015). W styczniu 2015 został zawodnikiem Toronto Marlies, zespołu farmerskiego podległego Toronto Maple Leafs w lidze AHL. W trakcie sezonu NHL (2015/2016) został przekazany do Toronto Maple Leafs. 1 grudnia 2018 ogłoszono, że przedłużył kontrakt z klubem o sześć lat.

## Kariera reprezentacyjna
Został reprezentantem Szwecji. W listopadzie 2012 światowa federacja hokejowa IIHF wydała zgodę na występy Williama Nylandera Alteliusa w barwach Szwecji. Grał w kadrach juniorskich kraju do lat 16, do lat 17, do lat 18 i do lat 20. Uczestniczył w turniejach mistrzostw świata do lat 17 w 2013, mistrzostw świata do lat 18 edycji 2013, 2014, mistrzostw świata do lat 20 edycji 2015, 2016. W kadrze seniorskiej uczestniczył w turniejach mistrzostw świata edycji 2017, 2019, 2022.

## Sukcesy
Reprezentacyjne
- Złoty medal mistrzostw świata do lat 17: 2013
- Złoty medal mistrzostw świata: 2017

Klubowe
- Brązowy medal TV-Pucken: 2012 z Södertälje J20
- Złoty medal J18 SM: 2014 z MODO J18

Indywidualne
- Srebrny Kij – Najbardziej Wartościowy Zawodnik (MVP) w mistrzostwach Ameryki Północnej w sezonie 2010/2011
- U16 SM 2011/2012:
  - Najlepszy napastnik edycji
- J20 SuperElit 2011/2012:
  - Pierwsze miejsce w klasyfikacji kanadyjskiej spośród juniorów do lat 16: 4 punkty
- J20 SuperElit 2012/2013:
  - Pierwsze miejsce w klasyfikacji kanadyjskiej spośród juniorów do lat 17: 43 punkty
  - Pierwsze miejsce w klasyfikacji kanadyjskiej spośród juniorów do lat 18: 43 punkty
- Mistrzostwa świata do lat 17:
  - Pierwsze miejsce w klasyfikacji asystentów turnieju: 8 asyst[20]
  - Piąte miejsce w klasyfikacji kanadyjskiej turnieju: 10 punktów
- Allsvenskan 2013/2014:
  - Pierwsze miejsce w klasyfikacji kanadyjskiej spośród juniorów do lat 18: 27 punktów
- Mistrzostwa świata do lat 18 w hokeju na lodzie mężczyzn 2014/Elita:
  - Drugie miejsce w klasyfikacji strzelców turnieju: 6 goli[21]
  - Pierwsze miejsce w klasyfikacji asystentów turnieju: 10 asyst[22]
  - Pierwsze miejsce w klasyfikacji kanadyjskiej turnieju: 16 punktów[23]
  - Pierwsze miejsce w klasyfikacji +/- w turnieju[24]
  - Najlepszy zawodnik Szwecji w meczu ze Słowacją[25]
  - Jeden z trzech najlepszych zawodników reprezentacji na turnieju[26]
  - Najlepszy napastnik turnieju[27]
- Mistrzostwa Świata Juniorów w Hokeju na Lodzie 2015/Elita:
  - Drugie miejsce w klasyfikacji asystentów turnieju: 7 asyst[28]
  - Piąte miejsce w klasyfikacji kanadyjskiej turnieju: 10 punktów[29]
- AHL (2015/2016):
  - Mecz Gwiazd AHL
- Mistrzostwa Świata w Hokeju na Lodzie 2017/Elita:
  - Pierwsze miejsce w klasyfikacji strzelców turnieju: 7 goli (ex aequo)[30]
  - Pierwsze miejsce w klasyfikacji +/- turnieju: +11[31]
  - Skład gwiazd turnieju[32]
  - Jeden z trzech najlepszych zawodników reprezentacji w turnieju[33]
  - Najbardziej Wartościowy Zawodnik (MVP)[34]
- Mistrzostwa Świata w Hokeju na Lodzie 2019/Elita:
  - Dwunaste miejsce w klasyfikacji strzelców turnieju: 5 goli[35]
  - Pierwsze miejsce w klasyfikacji asystentów turnieju: 13 asyst[36]
  - Pierwsze miejsce w klasyfikacji kanadyjskiej turnieju: 18 punktów[37]
  - Pierwsze miejsce w klasyfikacji +/- turnieju: +16[38]
  - Pierwsze miejsce w klasyfikacji skuteczności wygrywanych wznowień: 72,73%[39]
  - Jeden z trzech najlepszych zawodników reprezentacji w turnieju[40]
  - Skład gwiazd turnieju[41]